# يوليوس ليستر
يوليوس ليستر (بالإنجليزية: Julius Lester) (27 يناير 1939، سانت لويس في الولايات المتحدة - 18 يناير 2018، بالمر في الولايات المتحدة)؛ كاتب، كاتب للأطفال وروائي أمريكي.

## روابط خارجية
- يوليوس ليستر على موقع IMDb (الإنجليزية)
- يوليوس ليستر على موقع ميوزك برينز (الإنجليزية)
- يوليوس ليستر على موقع ديسكوغز (الإنجليزية)